# Iguazú (fiume)
Il Fiume Iguazú (in spagnolo Río Iguazú, in portoghese Rio Iguaçu) è un fiume del Sud America. Il suo nome deriva dal termine Yguazú ("grande acqua" in guaranì, la lingua parlata dai Tupi-Guaraní).
Il fiume nasce dalla confluenza dell'Iraí con l'Atuba nei pressi della città brasiliana di Curitiba. Nella parte finale del suo percorso, prima di confluire nel fiume Paraná, delimita il confine tra l'Argentina (Provincia di Misiones) e il Brasile (stato di Paraná)
Nella parte finale del suo corso, vicino alla frontiera con l'Argentina e prima di unirsi al fiume Paranà, si trovano le spettacolari cascate dell'Iguazú.